# 사이드카 (칵테일)

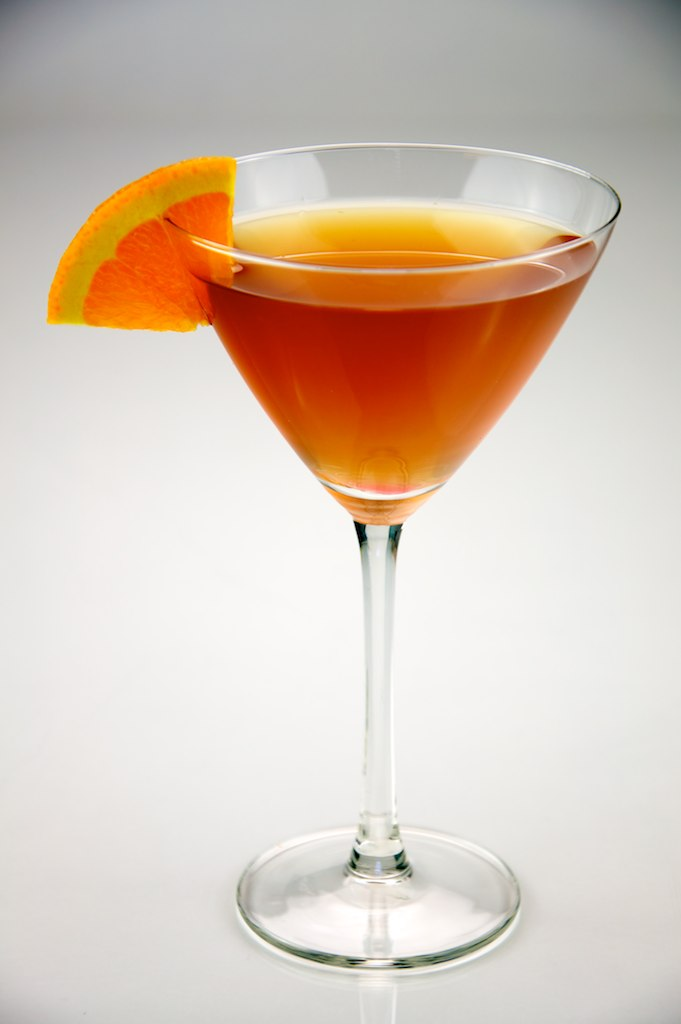
사이드카

사이드카(Sidecar)는 브랜디 베이스의 칵테일이다.

## 유래
여러 가지 설이 있지만, 제1차 세계 대전중에 생겨났다는 설이 강하다.
사이드카라고 하는 이름은 측차를 부착한 이륜차(사이드카)가 사고를 당하면 운전자보다도 옆자리에 타고 있는 동승자(여성이 많다)쪽이 많은 피해를 받기 쉬운 것으로 여겨지는 것에 유래한다. 사이드카의 충돌사고 때는 운전자에게 자기방어의 본능이 작용해버리기 때문에 자신의 반대쪽을 장해물에 부딪혀서 운전자 자신을 보호하는 결과가 되기 쉽고, 옆자리에 타고 있는 동승자가 사망하는 예가 많았을 모양이다. "사이드카는 여자를 살해함"이라고 하는 도식과 이 칵테일의 마셔 상쾌한(술에 약한 여성이라도 마시기 쉽고 이 결과로 필름이 끊겨버리기 쉽다)것을 곱셈한 일종의 익살이라고 말해지고 있다.

## 표준적인 용량
- 브랜디 - 30ml
- 화이트 퀴라소(curacao) - 15ml
- 레몬 주스 - 15ml

## 비고
- 브랜디는 메이커나 브랜드에 의해 맛의 차이가 크므로, 베이스가 되는 브랜디에 따라 이 칵테일의 맛도 바뀐다.
- 화이트 퀴라소는, 쿠엥트로, 트리플 세크로 대용해도 좋다.
- 퀴라소계 리큐어(Liqueur)는 오렌지를 사용한 리큐어이지만 이 오렌지의 향기를 돋보이게 하기 위해서 흔들어 섞을 때로 컷 오렌지나 슬라이스 오렌지를 함께 넣어서 쉐이크를 하기도 한다.

## 같이 보기
- 마르가리타